# Oblast Soemy
De oblast Soemy (Oekraïens: Сумська область, Sums’ka oblast’; ook bekend als Soemsjtsjyna (Сумщина) is een oblast in het noordoosten van Oekraïne. De hoofdstad is Soemy en de oblast heeft 1.299.746 inwoners (2001). Andere steden in de oblast zijn Konotop, Ochtyrka, Romny and Sjostka.